# Der Ring des Nibelungen (Computerspiel)
Der Ring des Nibelungen und Ring II sind an den gleichnamigen Opernzyklus von Richard Wagner angelehnte Computerspiele.

## Der Ring des Nibelungen
Das Spiel erzählt die Geschichten von Alberich, Loge, Siegmund und Brünnhilde.
Ish, einer der letzten Überlebenden der großen Katastrophe, die die Welt zerstört hat, lebt wie seine übrigen Mitmenschen unter der despotischen Herrschaft der Vier als grausam unterdrückter Sklave. Erda, eine Göttin oder vielleicht auch nur ein elektronischer guter Geist, bestimmt ihn zum Hauptakteur in einer Wiederaufführung der alten Menschheitssaga der Edda und des Nibelungenliedes. Die Vier sehen solche Bühnenstückchen recht gerne, panem et circenses, Brot und Spiele sollen die unterdrückten Massen schließlich bei Laune halten und der überlebenden Menschheit bleibt nach der Vernichtung ihres Heimatplaneten ohnehin nicht viel mehr als ihre Sagen und Erinnerungen. Doch Erda hat durchaus mehr im Sinne, als den Tyrannen lieb sein kann. Mit ihrer Hilfe schlüpft Ish, und damit der Spieler, nacheinander in die Rollen der Hauptakteure, ist mal Alberich, der tyrannische Zwergenkönig, mal Loge, der geknechtete Feuergott, mal Siegmund, der in unglücklicher Liebe zu seiner Schwester den Tod findet, mal Brünhilde, die aus idealistischer Liebe zu den Menschen von Wotan zum Schlaf in der Feuerwand verdammt wird – erst Siegfried, Siegmunds Nachkomme, wird sie von dort befreien. Durch diese Erfahrungen wächst Ish geistig über sich hinaus, seine durch Erda initiierte Apotheose wird ihn schließlich zum Retter und Messias der Menschheit machen und die Tyrannen stürzen.

### Besonderheiten
- Nicht lineares Spiel
- 4 spielbare Charaktere
- Über 400.000 mal verkauft
- Der Soundtrack enthält Auszüge der Aufnahmen der Wiener Philharmoniker unter der Leitung von Sir Georg Solti aus den Jahren zwischen 1958 und 1965.
- Deutsche Sprecher unter anderem Senta Berger (Erda)
- Der Illustrator Philippe Druillet gestaltete die Umgebung.

### Spielweise
Der Ring des Nibelungen bietet eine surreale Umgebung, mit Originalmusik aus dem Opernzyklus von Richard Wagner sowie animierten Filmsequenzen. Die Grafikqualität wird ähnlich wie bei Myst durch eine Einschränkung der Bewegungsfreiheit innerhalb der Spielwelt erkauft.
Die Spielfigur kann in den gerenderten (vorberechneten) Hintergründen um 360° gedreht werden dank der CINvision-Rotationstechologie. Der Bildschirm besteht nur aus dem Bild der Szenerie, über die man den Mauszeiger bewegt und durch Klicks an den richtigen Stellen Aktionen auslöst.

## Ring II
Hier wird die Geschichte von Siegfried, dem Sohn Sieglindes und Siegmunds, erzählt.

### Spielweise
Wie im ersten Teil wird in vorgerenderten Welten gespielt. Es wird in der Third-Person-Perspektive gespielt und nicht wie im ersten Teil in der Egoperspektive.
Für den zweiten Teil wurde das Handlungskonzept rein auf die Erzählung rund um Siegfried reduziert.